# Словечанська сільська рада
Словечанська сільська рада — орган місцевого самоврядування Словечанської сільської територіальної громади Коростенського району Житомирської області з розміщенням у с. Словечне.

## Склад ради

### VIII скликання
Рада складається з 22 депутатів та голови.
25 жовтня 2020 року, на чергових місцевих виборах, було обрано 22 депутати, з них (за суб'єктами висування): самовисування — 9, «Наш край» — 8, «Європейська Солідарність» — 4 та «Опозиційна платформа — За життя» — 1.
Головою ради обрали позапартійного висуванця партії «Наш край» Володимира Трикишу, чинного Словечанського сільського голову.

### Перший склад ради громади (2017р.)
Рада складалася з 26 депутатів та голови.
Перші вибори депутатів ради громади та сільського голови відбулись 29 жовтня 2017 року. Було обрано 26 депутатів ради, з яких 16 — представники «Батьківщини», 8 — "Блок Петра Порошенка «Солідарність», 1-го депутата має «Наш край» та 1 депутат є самовисуванцем.
Словечанським сільським головою обрали кандидата від «Батьківщини» Володимира Трикишу, Бігунського сільського голову.

### Керівний склад сільської ради
| ПІБ                             | Основні відомості                                                          | Суб'єкт висування | Дата обрання | Дата звільнення |
| ------------------------------- | -------------------------------------------------------------------------- | ----------------- | ------------ | --------------- |
| Пузій Анатолій Володимирович    | Сільський голова, 1962 року народження, освіта, член Партії регіонів       |                   | 26.03.2006   | 31.10.2010      |
| Пузій Анатолій Володимирович    | Сільський голова, 1962 року народження, освіта, член Партії регіонів       |                   | 31.10.2010   | 25.10.2015      |
| Казмерчук Тетяна Павлівна       | Сільський голова, 1984 року народження, освіта вища, безпартійна           | Самовисування     | 25.10.2015   | 29.10.2017      |
| Трикиша Володимир Олександрович | Сільський голова, 1960 року народження, освіта вища, член ВО «Батьківщина» | ВО «Батьківщина»  | 29.10.2017   | 25.10.2020      |
| Трикиша Володимир Олександрович | Сільський голова, 1960 року народження, освіта вища, безпартійний          | «Наш край»        | 25.10.2020   |                 |

Примітка: таблиця складена за даними джерела

## Історія
Створена 1923 року в містечку Словечне Словечанської волості Овруцького повіту Волинської губернії.
Станом на 1 вересня 1946 року сільська рада входила до складу Словечанського району Житомирської області, на обліку в раді перебували с. Словечне та хутір Галепи.
2 вересня 1954 року, відповідно до рішення Житомирського облвиконкому № 1087 «Про перечислення населених пунктів в межах районів Житомирської області», підпорядковано с. Антоновичі, х. Задорожок Листвинської сільської ради та с. Бокіївщина Можарівської сільської ради Словечанського району. 5 березня 1959 року, відповідно до рішення Житомирського облвиконкому № 161 «Про ліквідацію та зміну адміністративно-територіального поділу окремих сільських рад області», підпорядковано села Дуби, Кам'янка,Тхорин та х. Малашків ліквідованої Тхоринської сільської ради Словечанського району. Після 1959 року х. Малашків не значився на обліку населених пунктів. 29 червня 1960 року, відповідно до рішення Житомирського облвиконкому № 683 «Про об'єднання деяких населених пунктів в районах області», х. Галепи об'єднано із с. Словечне, с. Кам'янка об'єднане із с. Тхорин. 5 липня 1965 року, відповідно до рішення Житомирського ОВК № 403 «Про зміни в адміністративно-територіальному поділі Бердичівського, Дзержинського, Любарського, Новоград-Волинського і Радомишльського районів, та про об'єднання окремих населених пунктів області» с. Бокіївщина об'єднане із с. Словечне.
На 1 січня 1972 року сільська рада входила до складу Овруцького району Житомирської області, на обліку в раді перебували села Антоновичі, Дуби, Задорожок, Словечне і Тхорин.
7 липня 2017 року територію та населені пункти ради включено до складу новоутвореної Словечанської сільської територіальної громади Овруцького району Житомирської області. Виключена з облікових даних як адміністративно-територіальна одиниця 8 листопада 2017 року.
Входила до складу Словечанського (7.03.1923 р.) та Овруцького (30.12.1962 р.) районів.

### Населення
Кількість населення ради станом на 1923 рік становила 1 685 осіб, кількість дворів — 299.
Кількість населення сільської ради станом на 1924 рік становила 1 461 особу, дворів — 286.
Відповідно до результатів перепису населення СРСР, кількість населення ради станом на 12 січня 1989 року становила 4 117 осіб.
Станом на 5 грудня 2001 року, відповідно до перепису населення України, кількість мешканців сільської ради становила 3 702 особи.